# Linje 10 (Paris metro)

Förändringar av linjer 1937.

Paris metrolinje 10 i Paris tunnelbana invigdes år 1923 i Paris, Frankrike. Den är en av 16 linjer som ingår i nätet.  Linjen sammanbinder Boulogne – Pont de Saint-Cloud, Boulogne i väst med Gare d'Austerlitz i öst. Med en längd av 11,7 km och 23 stationer är det en av de linjer med minst passagerare i nätet.

## Historia
- 1923: Sträckan Invalides till Croix Rouge öppnar (idag tillhör stora delar linje 13).
- 1925: Linjen förlängs från Croix Rouge till Mabillon.
- 1926: Delen Mabillon till Odéon öppnar.
- 1930: Sträckan Odéon till Porte de Choisy öppnar.
- 1931: Sträckan Place Monge till Porte de Choisy blir linje 7. Linje 10 förlängs från Maubert-Mutualité till Jussieu.
- 1937: Sträckan Duroc till Invalides blir linje 14 (idag linje 13). Sträckan Duroc till La Motte-Picquet öppnar. Sträckan La Motte-Picquet och Porte d'Auteuil från linje 8 blir del av linje 10.
- 1939: Linjen förlängs från Jussieu till Gare d'Orléans-Austerlitz. Stationerna Croix-Rouge och Cluny – La Sorbonne läggs ner.
- 1980: Sträckan Porte d'Auteuil till Boulogne-Jean Jaurès öppnar.
- 1981: Sträckan Boulogne-Jean Jaurès till Pont de Saint-Cloud öppnar.
- 1988: Station Cluny – La Sorbonne öppnar igen med förbindelser till  RER-stationen Saint-Michel – Notre-Dame.

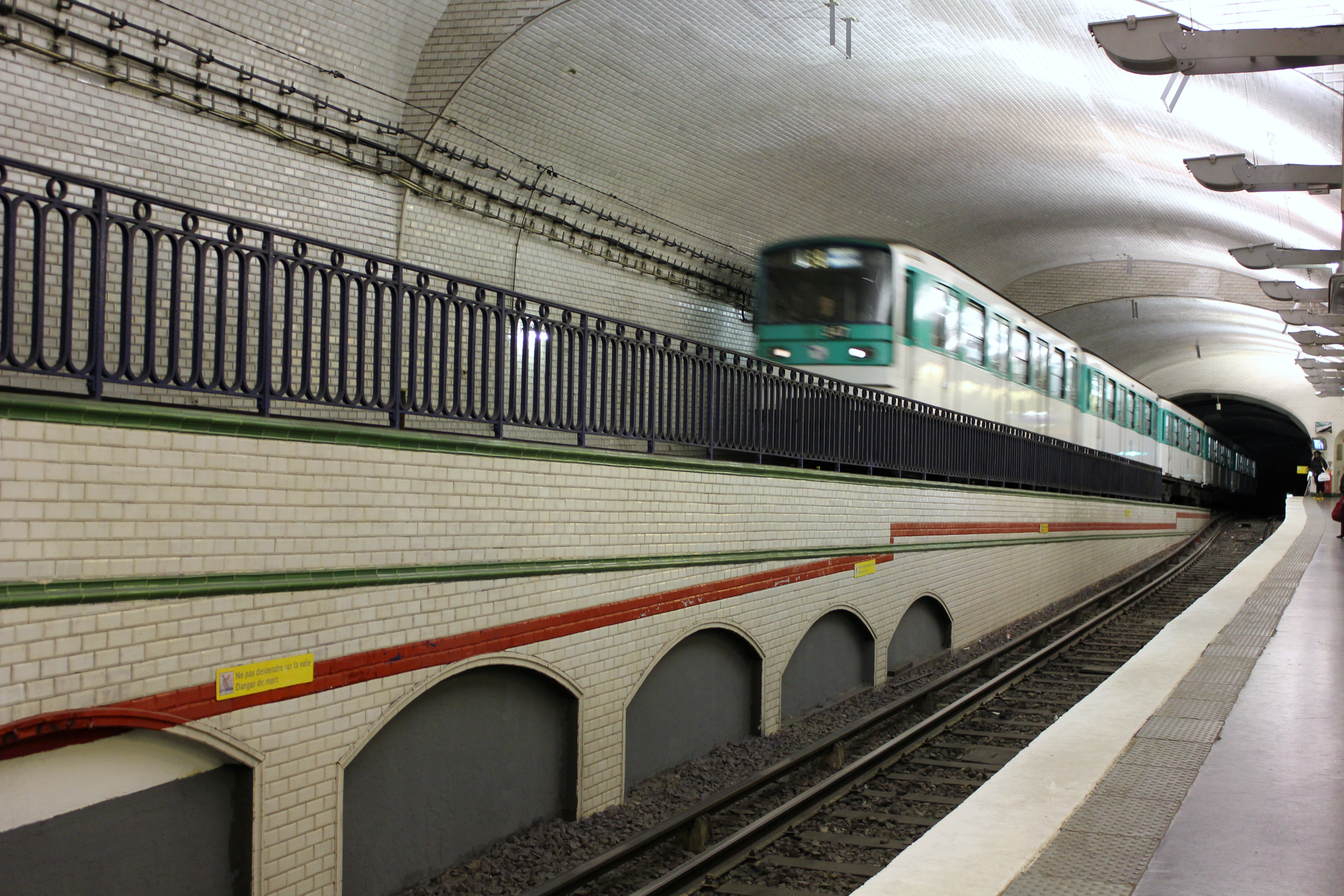
Mirabeau
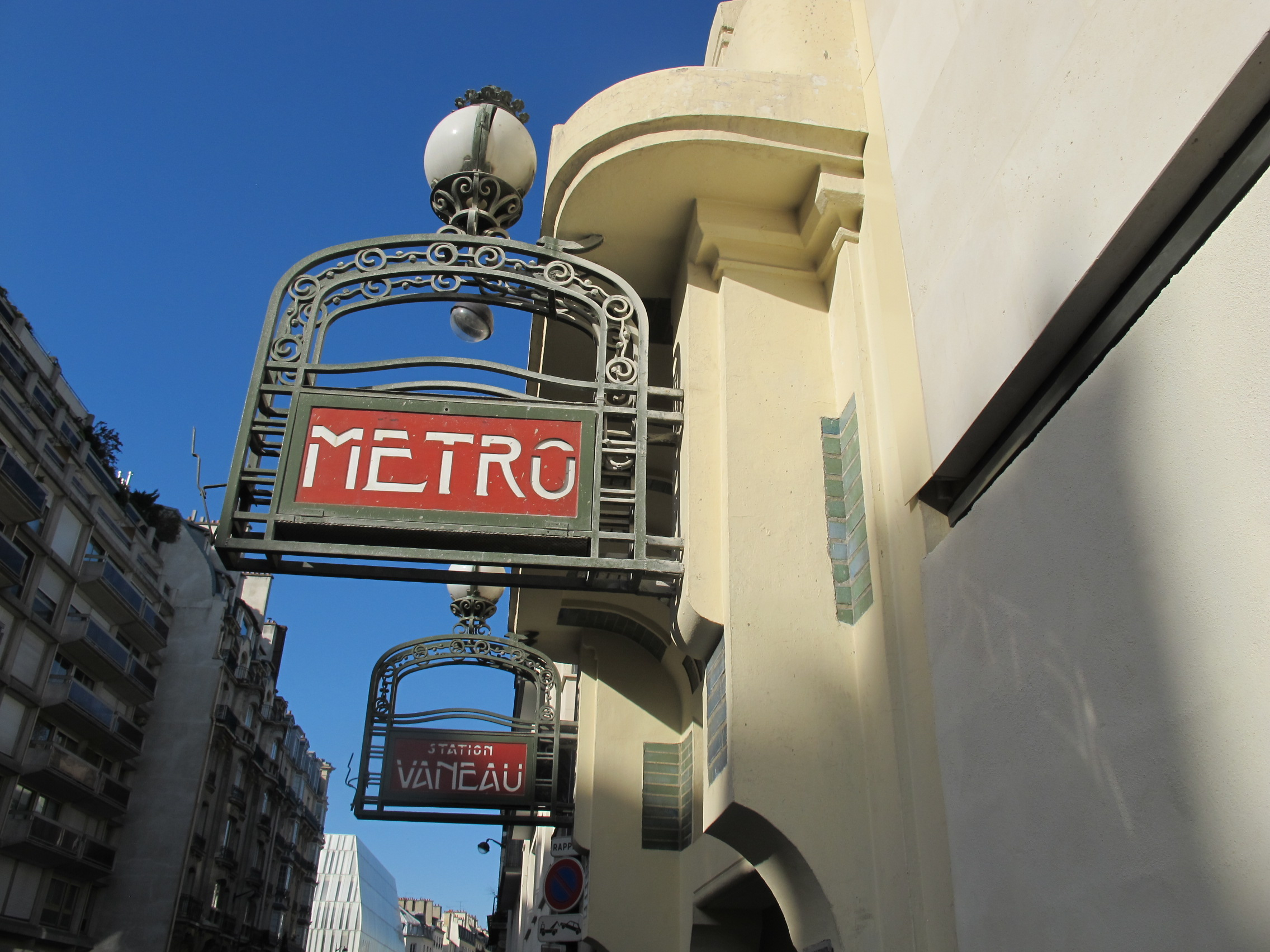
Vaneau
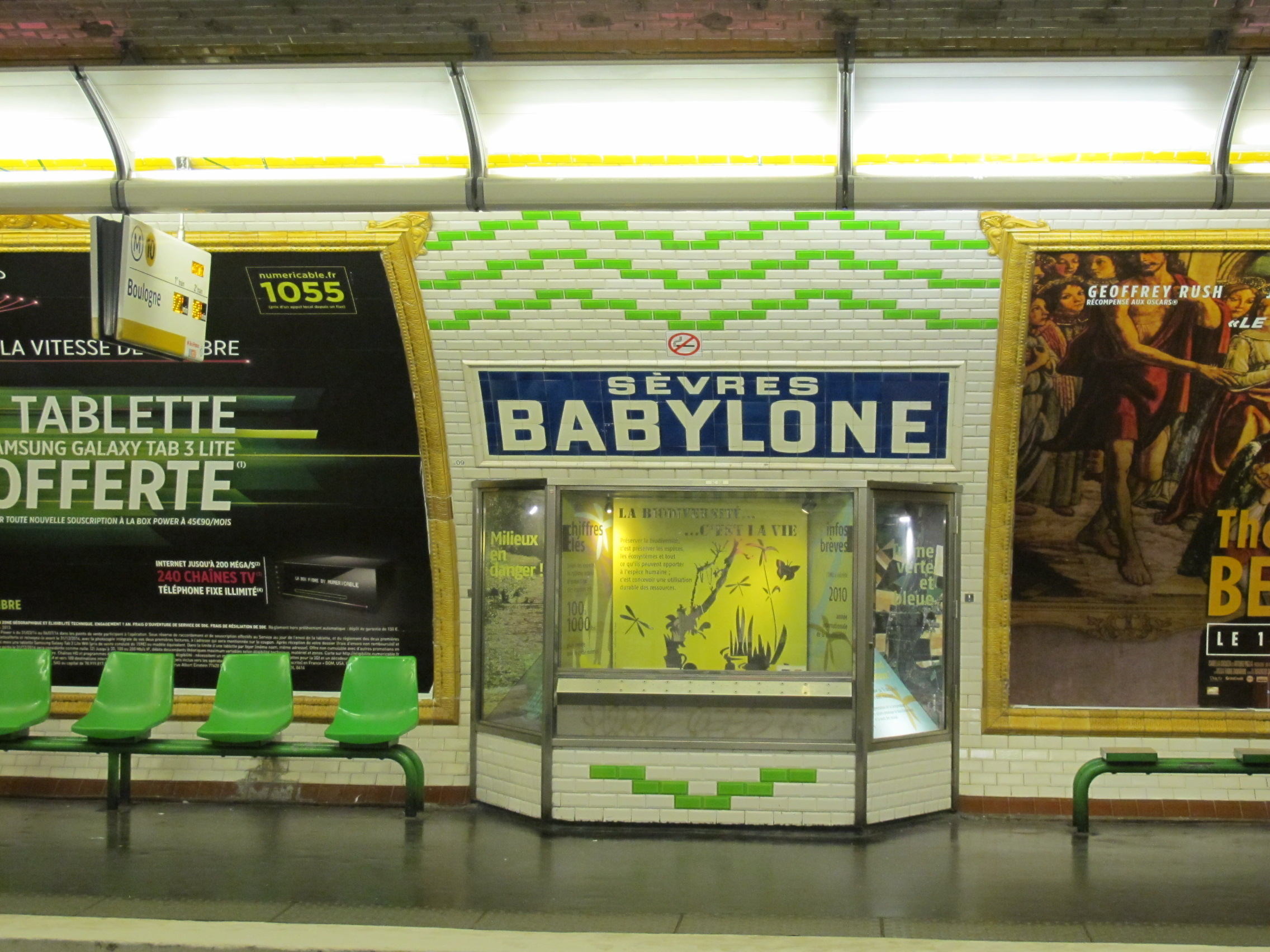
Sèvres – Babylone
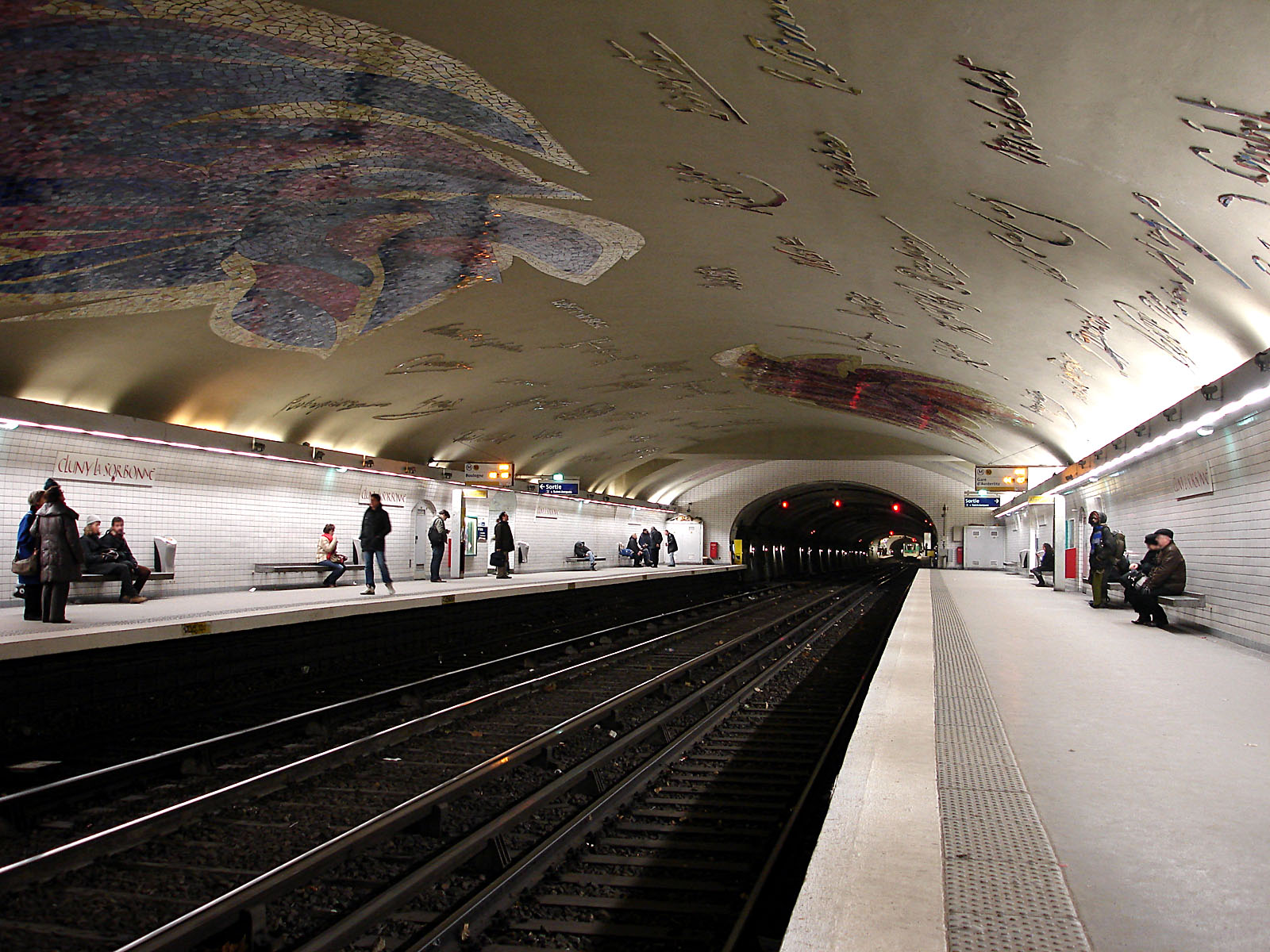
Cluny – La Sorbonne